# Rotflossensalmler
Der Rotflossensalmler (Aphyocharax anisitsi, Syn.: Aphyocharax rubripinnis, Aphyocharax rubropinnis, Aphyocharax affinis, Aphyocharax ipacarayensis) ist ein in Südamerika beheimateter Süßwasserzierfisch der Salmler. Der in manchen Situationen schwarmbildende Fisch wird bis zu 5 cm lang.

## Vorkommen
Die Rotflossensalmler kommen in der Natur im Río Paraná und seinen Nebenflüssen vor. Der Paraná ist nach dem Amazonas der größte Strom in Südamerika. Er entsteht in Mittelbrasilien aus dem Zusammenfluss von Rio Paranaíba und Rio Grande und mündet nach dem Zusammenfluss mit dem Uruguay in den Rio de la Plata, wobei er Brasilien, Paraguay und Argentinien durchfließt.

## Aquaristik

### Haltung und Pflege
Die friedlichen Tiere sind beliebte Aquarienfische, die sich meist in der mittleren und oberen Wasserzone aufhalten. Sie stellen keine besonderen Anforderungen an die Wasserqualität und sind auch relativ leicht nachzuzüchten. Allerdings muss hierbei berücksichtigt werden, dass die Freilaicher zugleich auch Laichräuber sind, die Elterntiere daher nach dem Ablaichen herausgefangen werden sollten.

### Rechtsvorschrift in Österreich
In Österreich sind die Mindestanforderungen zur Haltung von Fischen in der Verordnung 486 im §7 und deren Anlage 5 definiert. Siehe dazu auch den Wikipedia-Eintrag Zierfische.
Speziell für Rotflossensalmler gilt zusätzlich: Es müssen mindestens 5 Tiere dieser Art gehalten werden und folgende Grenzwerte sind einzuhalten:
|                                  | Wert         | Anmerkung                         |
| -------------------------------- | ------------ | --------------------------------- |
| Mindestgröße des Aquariums       | 60 × 30 × 30 | Länge × Breite × Höhe in [cm]     |
| Bereich für die Wassertemperatur | 20 – 26      | Grad Celsius [°C]                 |
| Bereich für die Wasserhärte      | 0 – 15       | Grad deutscher Gesamthärte [⁰dGH] |
| Bereich pH-Wert                  | 6,0 – 8,0    | Säuregrad                         |
| Maximalwert Nitrat               | 50           | [mg/l]                            |